# Медведевский сельский совет (Черноморский район)
Медве́девский се́льский сове́т (укр. Медведівська сільська рада, крымскотат. Tabuldı As köy şurası) — согласно законодательству Украины — административно-территориальная единица в Черноморском районе Автономной Республики Крым.
Население по переписи 2001 года — 2062 человека.
К 2014 году состоял из 2 сёл:
- Медведево
- Озёровка.

## История
В сборнике «Города и села Украины. Автономная Республика Крым. Город Севастополь. Историко-краеведческие очерки» утверждается, что сельсовет был образован в 1964 году, при этом в справочнике «Крымская область. Административно-территориальное деление на 1 января 1968 года» населённые пункты современного совета ещё в составе Новоивановского, а Медведевский записан уже в справочнике за 1977 год. С 12 февраля 1991 года сельсовет в восстановленной Крымской АССР, 26 февраля 1992 года переименованной в Автономную Республику Крым. С 21 марта 2014 года в составе Крыма аннексирован Россией. Законом «Об установлении границ муниципальных образований и статусе муниципальных образований в Республике Крым» от 4 июня 2014 года территория административной единицы была объявлена муниципальным образованием со статусом сельского поселения.